# نویسه‌خوانی جوهر مغناطیسی
آئین‌نامه نویسه‌خوانی جوهر مغناطیسی (انگلیسی: Magnetic ink character recognition code) که به‌طور مختصر تحت عنوان آئین‌نامه ام‌آی‌سی‌آر (انگلیسی: MICR code) شناخته می‌شود، یک فناوری نویسه‌خوانی است که عمدتاً توسط صنعت بانکداری برای ساده کردن پردازش و ترخیص چک و سایر اسناد استفاده می‌شود. رمزگذاری ام‌آی‌سی‌آر که خط ام‌آی‌سی‌آر نامیده می‌شود، در پایین چک‌ها و سایر کوپن‌ها قرار دارد و معمولاً شامل نشانگر نوع سند، کد بانک، شماره حساب بانکی، شمارهٔ چک، مبلغ چک (معمولاً پس از ارائهٔ چک برای وصول اضافه می‌شود) و یک نشانگر کنترل فرمت کد بانک و شمارهٔ حساب بانکی مربوط به کشور است.
این فناوری به خواننده‌های ام‌آی‌سی‌آر اجازه می‌دهد تا اطلاعات را مستقیماً در یک دستگاهِ جمع‌آوریِ داده اسکن کرده و بخوانند. برخلاف بارکد و فناوری‌های مشابه، نویسه‌های ام‌آی‌سی‌آر می‌توانند به راحتی توسط انسان خوانده شوند. اسناد رمزگذاری‌شدهٔ ام‌آی‌سی‌آر را می‌توان بسیار سریع‌تر و دقیق‌تر از اسناد رمزگذاری‌شدهٔ اوسی‌آر معمولی پردازش کرد.